# 膜侵襲複合体

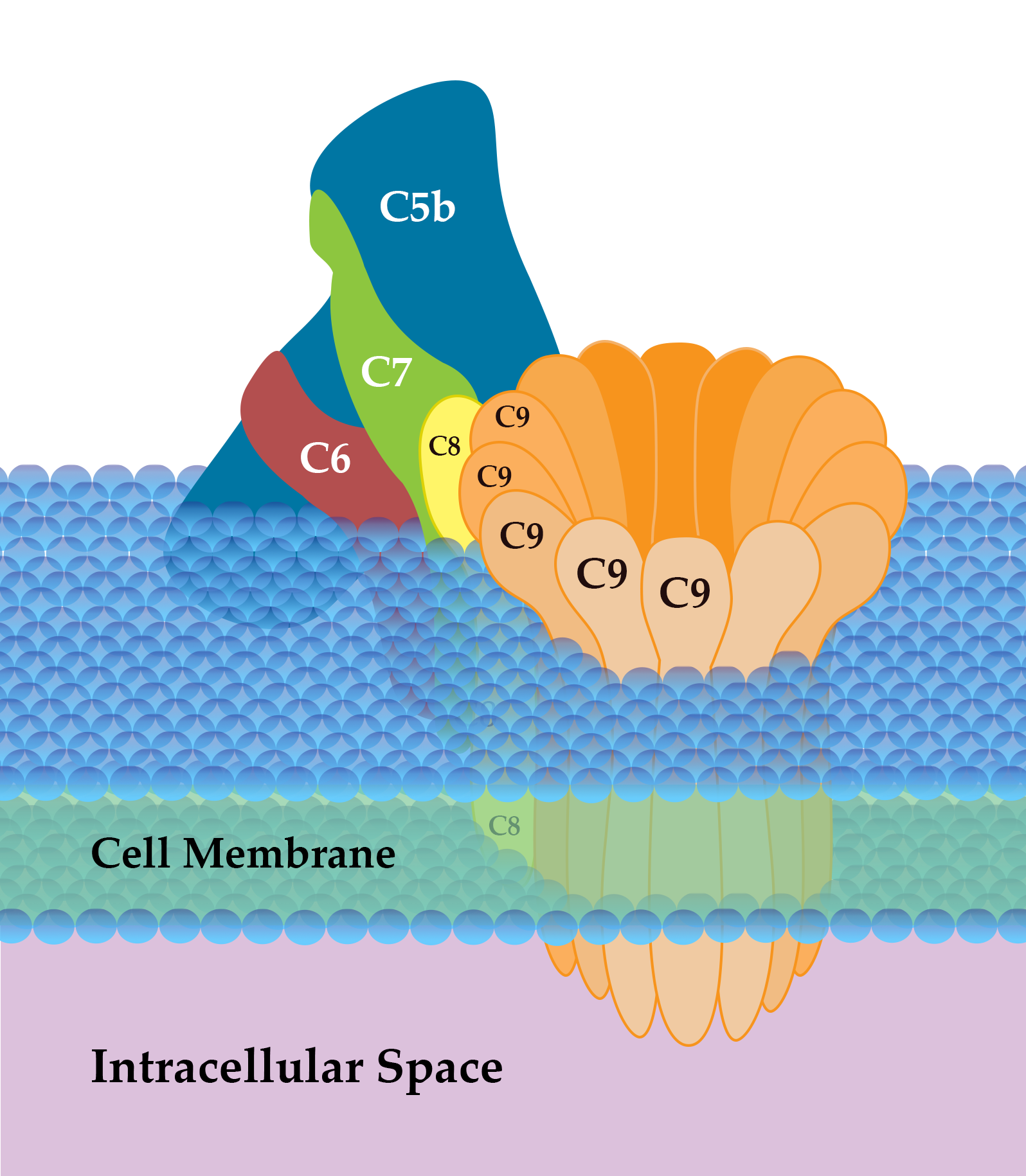
膜侵襲複合体

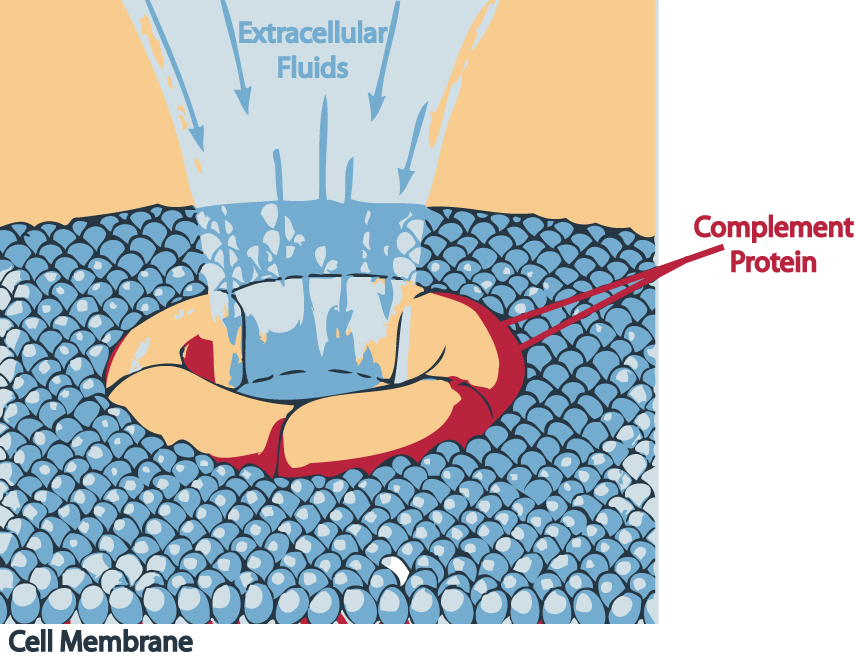
膜侵襲複合体が病原体細胞膜に貫通孔を生成する様子

膜侵襲複合体（まくしんしゅうふくごうたい、英:Membrane-Attack Complex :MAC）または終末補体複合体（しゅうまつほたいふくごうたい）、細胞膜傷害性複合体（さいぼうまくしょうがいせいふくごうたい）は、蛋白質から成る複合体。ふつう宿主の補体系の活性化により病原体の細胞膜表面、特にC3活性化部位の付近に形成され、標的細胞の細胞膜に膜貫通孔を導くことで脂質二重膜を破壊し、それらを溶菌や細胞死に至らせる免疫系の作用因子（エフェクター）として働く。

## 形成
補体系の活性化において、補体成分である C3 は古典経路・レクチン経路・副次経路という3つの補体活性化経路でそれぞれの経路の初期成分に切断される。C3 に由来する特に大きな断片を C3b と呼ぶ。この C3b は病原体の細胞膜に共有結合する。固定された C3b は他の初期補体成分の切断により生じたタンパク質の断片を引き寄せ、後期補体成分から膜侵襲複合体を形成する連鎖反応を起こす。こうして形成された膜侵襲複合体は、病原体のC3活性化部位の付近で膜を貫通し、水を通す孔を形成する。

## 構造と機能
膜侵襲複合体は、C5b、C6、C7、C8、C9という構成分子からなり、構築には多くの蛋白質が関与する。 活性の高いC5b分子はC6分子と結合してC5b-6複合体を形成し、次にC7分子と結合してC5b-6-7複合体を形成する。  C5b-6-7 複合体は、α、β、γ の 3 つの鎖で構成される C8 分子と結合して、C5b-6-7-8 複合体を形成する。後者は C9 分子と結合し、C9 重合における触媒として機能する。C9 は構造が変化すると疎水性領域が露出して C9 が標的の膜の脂質二重層に入り込む。また、このとき変化した C9 が別の C9 分子と結合し、それがさらに別の C9 分子と結合するという連鎖反応が生じる。連鎖の結果として生じた C9 分子群は輪を形成し、生体膜を貫通するチャネルを形成する。